# Liu Song (snooker)
Pour l’article homonyme, voir Liu Song (pongiste).
Dans ce nom, le nom de famille, Liu, précède le nom personnel.
Liu Song (chinois simplifié : 刘菘 ; chinois traditionnel : 劉菘 ; pinyin : Liú Sōng) est un joueur de snooker de nationalité chinoise, né le 8 décembre 1983 à Tianjin.
Il a évolué au statut de professionnel de 2003 à 2005 et de 2006 à 2012.

## Carrière
En 2003, Liu est battu 11-5 par Neil Robertson, en finale des championnats du monde de l'IBSF des moins de vingt-et-un ans, à Taupo (Nouvelle-Zélande). C'est d'ailleurs au cours de cette même année que Liu devient professionnel.
Il a ensuite été le premier joueur chinois à se qualifier pour le tableau final d'un tournoi de classement (ranking en anglais) : l'Open du pays de Galles de snooker en 2004. Pour y arriver, il dut passer quatre tours, battant Andy Hicks (5-2), au troisième tour, puis Fergal O'Brien par 5 manches à 4, au quatrième tour. Il est alors battu sur le score de 5 à 3 au premier tour du tableau final par Marco Fu, alors no 19 mondial.
Après plusieurs saisons délicates, il réalise la meilleure performance de sa carrière dans un tournoi de classement au Grand Prix de 2007, où il atteint les quarts de finale. Une nouvelle fois, Marco Fu se dresse sur sa route et le bat sur le score de 5-0. Au cours de ce tournoi, il vient à bout de deux des meilleurs joueurs du monde : Matthew Stevens et Stephen Maguire,,. Cette performance lui permet d'accéder à la 53e place mondiale ; son meilleur classement à ce jour.
Depuis 2008, Liu fait partie de l'écurie Grove Leisure de Romford qui comprend des joueurs de premier plan comme Ronnie O'Sullivan, Stephen Maguire ou Mark Williams.
Retombé au 65e rang mondial après la saison 2011-2012, il est relégué du circuit professionnel.

## Palmarès
| Légende | Catégorie                      | Titres                         | Finales                        |
|         | Tournois classés               | 0                              | 0                              |
|         | Tournois non classés           | 0                              | 0                              |
|         | Tournois amateurs              | 2                              | 2                              |
| Gras    | Tournois de la triple couronne | Tournois de la triple couronne | Tournois de la triple couronne |

### Titres
| Saison    | Nom du tournoi                             | Lieu      | Finaliste        | Score | Tableau |
| 2005-2006 | Séries internationales Pontins (épreuve 3) | Prestatyn | Stephen Rowlings | 6-1   |         |
| 2005-2006 | Séries internationales Pontins (épreuve 6) | Prestatyn | Paul Davison     | 6-3   |         |

### Finales
| Saison    | Nom du tournoi                                   | Lieu      | Finaliste      | Score | Tableau |
| 2003      | Championnat du monde amateur des moins de 21 ans | Taupo     | Neil Robertson | 5-11  |         |
| 2005-2006 | Séries internationales Pontins (épreuve 7)       | Prestatyn | Tian Pengfei   | 3-6   |         |